# Угоститељство
Угоститељство је услужна привредна делатност чија је основна мисија дугорочно задовољење друштвених потреба за смештајем, исхраном и пићем, уз примене посебне технике хотелског и ресторанског пословања. Основни циљ угоститељства је садржан у успостављању симбиозе и хармонизације свих односа на релацији између угоститељских предузећа (објеката) и корисника угоститељских услуга.
Угоститељство се дели на два основна дела:
- Хотелијерство
- Ресторатерство